# День гнева (Бахрейн)
День гнева (араб. يوم الغضب‎) — название, данное протестующими в Бахрейне, 14 февраля 2011 года, первый день их национального восстания. Вдохновлённые успешными восстаниями в Египте и Тунисе, бахрейнская молодёжь организовала протесты через социальные сети. Они обращались к бахрейнскому народу с призывом "выйти на улицы в понедельник 14 февраля в мирной и спокойной обстановке". Этот день имел символическое значение, являясь девятой и десятой годовщиной Конституции 2002 года и Национальной хартии действия.
Некоторые оппозиционные партии поддержали планы протестующих, в то время как другие открыто не призывали к демонстрациям. Однако, они потребовали глубоких реформ и изменений, тем самым солидаризируясь с протестующими. До начала демонстраций правительство пошло на ряд экономических и политических уступок. Протесты начались с сидячей забастовки в знак солидарности с Египетской революцией 2011 года в районе египетского посольства в столице Манаме за 10 дней до 'дня гнева'. Накануне 14 февраля силовики разогнали сотни протестующих к югу от Манамы.
14 февраля тысячи бахрейнцев , приняли участие в 55 маршах в 25 местах по всей стране. Протесты были мирными, а протестующие требовали глубоких реформ. Самая ранняя демонстрация началась в 5:30 утра в Нувайдрате, последняя — за несколько минут до полуночи в районе больницы Салмания, отправившись на Жемчужную площадь. Крупнейшая протестная акция была отмечена на острове Ситра. Силовики отвечали на акции протеста, выпуская слезоточивый газ, резиновые пули, светошумовые гранаты и дробью. Более 30 человек получили ранения, а один был убит дробью. Бахрейнское Министерство внутренних дел заявило, что несколько силовиков получили ранения после того, как группы протестующих напали на них.

## Предыстория
На Бахрейне, маленьком острове в Персидском заливе, расположена США военно-морская база США, служащая основным пунктом базирования Пятого флота США. Министерство обороны США рассматривает это расположение как имеющее решающее значение для его способности противодействовать иранской военной мощи в регионе .Правительства Саудовской Аравии и других стран Персидского залива всячески поддерживают короля Бахрейна. Правительственные чиновники и СМИ Бахрейна часто обвиняют оппозицию в том, что те находятся под влиянием Ирана, но назначаемая правительством комиссия не обнаружила никаких доказательств, подтверждающих эти подозрения. Иран претендовал на Бахрейна как на свою историческую провинцию, но его претензии были отклонены ООН после проведённого фактического референдума в 1970 году, продемонстрировавшего желание большинства бахрейнцев получить независимость  нежели попасть под иранский контроль.

### Современная политическая история
Бахрейнцы протестуют периодически на протяжении своей короткой истории независимости, требуя социальных, экономических и политических реформ.: в 1950-х годах, после межрелигиозных столкновений реформистами был создан на Национальный союзный комитет, требовавший избрания Народного собрания, проведения протестов и всеобщих забастовок. В 1965 году вспыхнуло восстание, продлившееся месяц, после того, как сотни рабочих Бахрейнской нефтяной компании были уволены. Бахрейн стал независимым от Великобритании в 1971 году, и спустя 2 года в стране прошли первые парламентские выборы. В 1975 году правительство предложило "Закон о государственной безопасности", дававший полиции широкие полномочия, касающиеся арестов и возможности содержания людей в заключении без суда и следствия на срок до трёх лет. Ассамблея отклонила закон, что побудило тогдашнего эмира, распустить её и приостановить действие Конституции. До 2002 года в Бахрейне не проводились какие-либо парламентские выборы, когда протесты и насилие между 1994 и 2001 годами вынудили это сделать.